# Баб Шарки
Баб Шарки (араб. باب شرقي‎, «Восточные ворота») — одни из семи городских ворот Дамаска. Современное название происходит от его расположения в восточной части города. Ворота также дают название окружающему их христианскому кварталу. Грандиозный фасад ворот был реконструирован в 1960-х годах.
Помимо того, что это единственные сохранившиеся оригинальные римские ворота, Баб Шарки также являются единственными воротами из восьми ворот древнего города Дамаск, сохранившими свою первоначальную форму в виде тройного прохода с большим центральным проходом для караванов и колесного транспорта. два меньших по бокам от большого для пешеходов.

## Описание
Ворота находятся в восточной части старого города. Ворота шириной 26 метров (85 футов) возвышаются над проспектом города Декуманус Максимус, известным в библейских источниках как улица под названием Прямая, которая должна была стать главной улицей города. Являются древнейшим из сохранившихся памятников архитектуры в Дамаске (построены во время правления императора Октавиана Августа, по другой версии — во время правления Септимия Севера или Каракаллы) и единственными римскими воротами города, сохранившими свой изначальный внешний вид. В воротах имеется три прохода — центральный для колёсного транспорта и два боковых для пешеходов. В течение долгого времени боковые проходы были заложены каменной кладкой (реставрация проведена во времена французского мандата). Район возле Баб Шарки включает в себя множество церквей, исторических и археологических построек.

## История
Именно через эти ворота командующий арабскими войсками Халид ибн аль-Валид вступил в Дамаск в 636 г.
Во время правления Нур ад-Дина ворота, которые были построены около 200 до н. э., были перестроены. На верхнюю часть ворот был насажен минарет.